# Jeremiah Francis Shanahan
Jeremiah Francis Shanahan (* 17. Juli 1834 in Silver Lake Township, Pennsylvania; † 24. September 1886 in Harrisburg, Pennsylvania) war ein US-amerikanischer römisch-katholischer Geistlicher. Shanahan war Bischof des Bistums Harrisburg.

## Leben
Jeremiah Shanahan war der älteste Sohn von John und Margaret Shanahan. Nach seinem Abschluss an der St. Joseph’s Academy in Binghamton, New York, absolvierte er das St. Charles Borromeo Seminary bei Philadelphia. Am 3. Juli 1859 weihte Erzbischof Johann Nepomuk Neumann ihn zum Priester. 
Seine seelsorgerische Tätigkeit begann er als Kurat an der Cathedral Basilica of Saints Peter and Paul in Philadelphia. Gleichzeitig wurde er, noch keine 30 Jahre alt, Rektor des Bischöflichen Knabenseminars in Glen Riddle.
Am 3. März 1868 wurde Shanahan von Papst Pius IX. im Alter von erst 34 Jahren zum ersten Bischof des neu gegründeten Bistums Harrisburg ernannt. Die Bischofsweihe spendeten ihm am 12. Juli 1868 Erzbischof James Frederick Wood und die Mitkonsekratoren, die Bischöfe John McGill und Michael Domenec.
Nach seiner Ankunft in Harrisburg ernannte er sich zum Kaplan der Cathedral of Saint Patrick, die er zum neuen Bischofssitz ausbauen ließ. 
Im Oktober 1883 eröffnete er das Sylvan Heights Seminary. 
Shanahan diente seinem Bistum 18 Jahre lang als Bischof. Während dieser Zeit stieg die Anzahl der Katholiken in seinem Bistum von zu Beginn 25.000 auf zuletzt über 35.000. Er ließ 35 Kirchen und 22 Konfessionsschulen errichten.
Er starb im September 1886 im Alter von nur 52 Jahren in Harrisburg.
Sein jüngerer Bruder John Walter Shanahan (1846–1916) wurde Priester; er  amtierte von 1899 bis 1916 ebenfalls als Bischof von Harrisburg.